# Baidyabati
Baidyabati is een gemeente in het district Hooghly van de Indiase staat West-Bengalen. Volgens de Indiase volkstelling van 2011 had de stad 121.081 inwoners. Baidyabati is onderdeel van de agglomeratie van Kolkata (Calcutta).